# Mathias Klasenius
Mathias Klasenius (* 28. April 1975) ist ein schwedischer Schiedsrichterassistent. Er nahm unter anderem an der Europameisterschaft 2012 und der Weltmeisterschaft 2014 teil.

## Werdegang
Klasenius debütierte 1998 als Schiedsrichter auf Regionalverbandsebene. 2004 stand er erstmals in der Allsvenskan an der Seitenlinie. Nachdem er seit 2001 auch auf internationaler Ebene assistierte, ist er seit 2007 FIFA-Schiedsrichterassistent.
Klasenius arbeitet hauptsächlich mit dem Hauptschiedsrichter Jonas Eriksson zusammen. 2012 leitete die beiden mit Stefan Wittberg zwei Spiele bei der EM-Endrunde, im folgenden Jahr inklusive eines Halbfinalspiels mit Daniel Wärnmark als weiterem Assistenten drei Partien bei der U-20-Weltmeisterschaft 2013 in der Türkei sowie das Spiel um den UEFA Super Cup 2013 zwischen dem FC Bayern München und dem FC Chelsea. Bei der WM-Endrunde 2014 gehörten die drei zu den neun UEFA-Schiedsrichterteams, insgesamt wurden drei Spiele betreut.
Hauptberuflich arbeitet Klasenius als Bankangestellter in Örebro.